# Александрія (Сілезьке воєводство)
Александрія (пол. Aleksandria) — село в Польщі, у гміні Конописька Ченстоховського повіту Сілезького воєводства.
Населення — 2234 особи (2011).
У 1975-1998 роках село належало до Ченстоховського воєводства.

## Демографія
Демографічна структура станом на 31 березня 2011 року:
|          | Загалом | Допрацездатний вік | Працездатний вік | Постпрацездатний вік |
| -------- | ------- | ------------------ | ---------------- | -------------------- |
| Чоловіки | 1095    | 221                | 770              | 104                  |
| Жінки    | 1139    | 199                | 654              | 286                  |
| Разом    | 2234    | 420                | 1424             | 390                  |